# بن‌کیو موبایل
بن‌کیو موبایل (انگلیسی: BenQ Mobile) شرکت تجهیزات مخابراتی آلمانی تایوانی است، که در سال ۲۰۰۵ تأسیس شد.